# Cabo de San Ildefonso
El cabo de San Ildefonso es un accidente geográfico de Filipinas, situado en la isla de Luzón.

## Descripción
El cabo está situado en la provincia de Nueva Écija, en la costa oriental de la isla de Luzón. Aparece descrito en el segundo volumen del Diccionario geográfico, estadístico, histórico de las Islas Filipinas (1851) de Manuel Buzeta Núñez y Felipe Bravo con las siguientes palabras:

ILDEFONSO (Cabo de San). en la isla de Luzon, prov. de Nueva-Ecija; hállase sit. en los 125° 19' long., 16° 1' 10" lat., en la costa E. de dicha isla, sin embargo de que está mirando hacía el S., á causa de la irregularidad de las cosas, formando de este modo el seno llamado de Casiguran.
(Buzeta y Bravo, 1851, p. 84)